# Guglielmo di Castelbarco

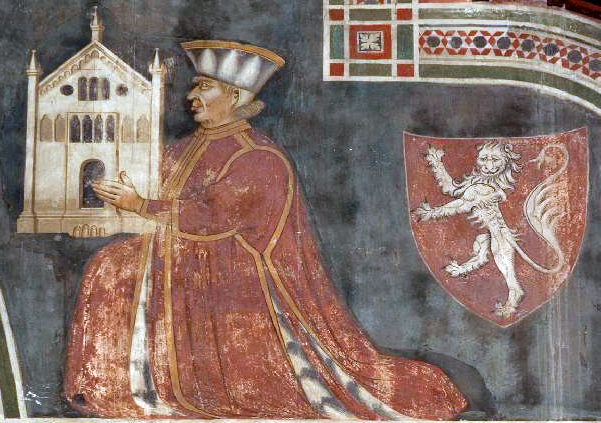
Guglielmo di Castelbarco mit Stammwappen, als Mäzen der Kirche San Fermo Maggiore in Verona

Guglielmo (II.) di Castelbarco, eingedeutscht auch Wilhelm von Castelbarck (* um 1250; † 6. Januar 1320) war ein Feudalherr, Condottiere und Mäzen. Er war der bedeutendste Vertreter des Adelsgeschlechtes der Castelbarco und wird auch als Guglielmo il Grande (italienisch für Wilhelm der Große) bezeichnet.

## Leben

### Anfänge
Guglielmo war der jüngste Söhn des Azzone I. di Castelbarco. Sein Name taucht erstmals in einem mit 5. Mai 1266 datierten Dokument auf, knapp ein Jahr nachdem sein Vater im Juli 1265 in Verona im Exil Vater gestorben war. Dorthin hatte sich Azzone zurückgezogen, nachdem er im Streit zwischen dem Grafen von Tirol, Meinhard II., und dem Bischof von Trient, Egno von Eppan, für den Tiroler Partei ergriffen hatte.
Im April 1267 war Guglielmo von Castelbarco Zeuge bei der Übergabe der Bischofsresidenz in Trient – Schloss Buonconsiglio – an Meinhard II. Nachdem sich die Wogen mit dem Eppaner Bischof etwas geglättet hatten, erhielt Guglielmo von Castelbarco 1269 die Investitur über die bischöflichen Lehen, die ihm sein Vater vermacht hatte. Unter dem Nachfolger von Egno von Eppan, Heinrich II. von Trient, vertrat er im Jahr 1276 das Hochstift Trient bei den Friedensverhandlungen mit dem Grafen von Tirol und seinem Verbündeten, den Scaligern Mastino I. und seinen jüngeren Bruder Alberto I. della Scala. Als der Konflikt 1277 wieder ausbrach, wechselte er mit seinen Brüdern erneut die Lager. Zusammen mit den Veronesen beteiligten sich die Castelbarco im Süden des Hochstifts an den Kämpfen gegen den Bischof.
Für den erneuten Seitenwechsel wurden Guglielmo di Castelbarco und seine Brüder vom Bischof exkommuniziert. Eine vom Bischof Heinrich II. von Trient eingegangene Allianz mit dem guelfischen Padua zwang seine Gegner an den Verhandlungstisch. Nach einem erneuten Friedensschluss 1279 wurde auch die Exkommunikation der Castelbarco wieder aufgehoben. Der Frieden zeigte sich allerdings als brüchig und 1282 griff man wieder zu den Waffen. Erneut unterstützten die Castelbarco den Tiroler Grafen und wieder wurden sie vom Bischof dafür exkommuniziert. Mit dem 1284 im Franziskanerkloster Bozen abgeschlossenen Frieden, mit dem sich Meinhard II. praktisch die weltliche Macht im Hochstift Trient zusichern konnte, kehrte wieder Ruhe ein.
Sein opportunistisches politisches Verhalten hatte auch Auswirkungen auf die Familie und seine Finanzen. Als sein Vetter und Schwager Heinrich IV. von Enn 1281 von Meinhard II. von Schloss Enn vertrieben wurde, nahm ihn Guglielmo di Castelbarco zunächst bei sich auf. Der Castelbarco stand zu dem Zeitpunkt in einem guten Verhältnis mit dem Trientiner Bischof, während die Beziehung zum Tiroler Grafen angespannt waren. Bevor Heinrich IV. nach Bologna weiterzog, vertraute er seinem Verwandten fast das ganze Familienvermögen in Höhe von 70.000 Berner Pfund an. Die Summe sollte er nach dem erneuerten Bündnis des Castelbarco mit Meinhard II. trotz Protesten nicht wiedersehen. Die Summe trug neben dem umfangreichen Feudalbesitz nicht unwesentlich zum beträchtlichen Vermögen des Guglielmo di Castelbarco bei.

### Bündnis mit den Scaligern

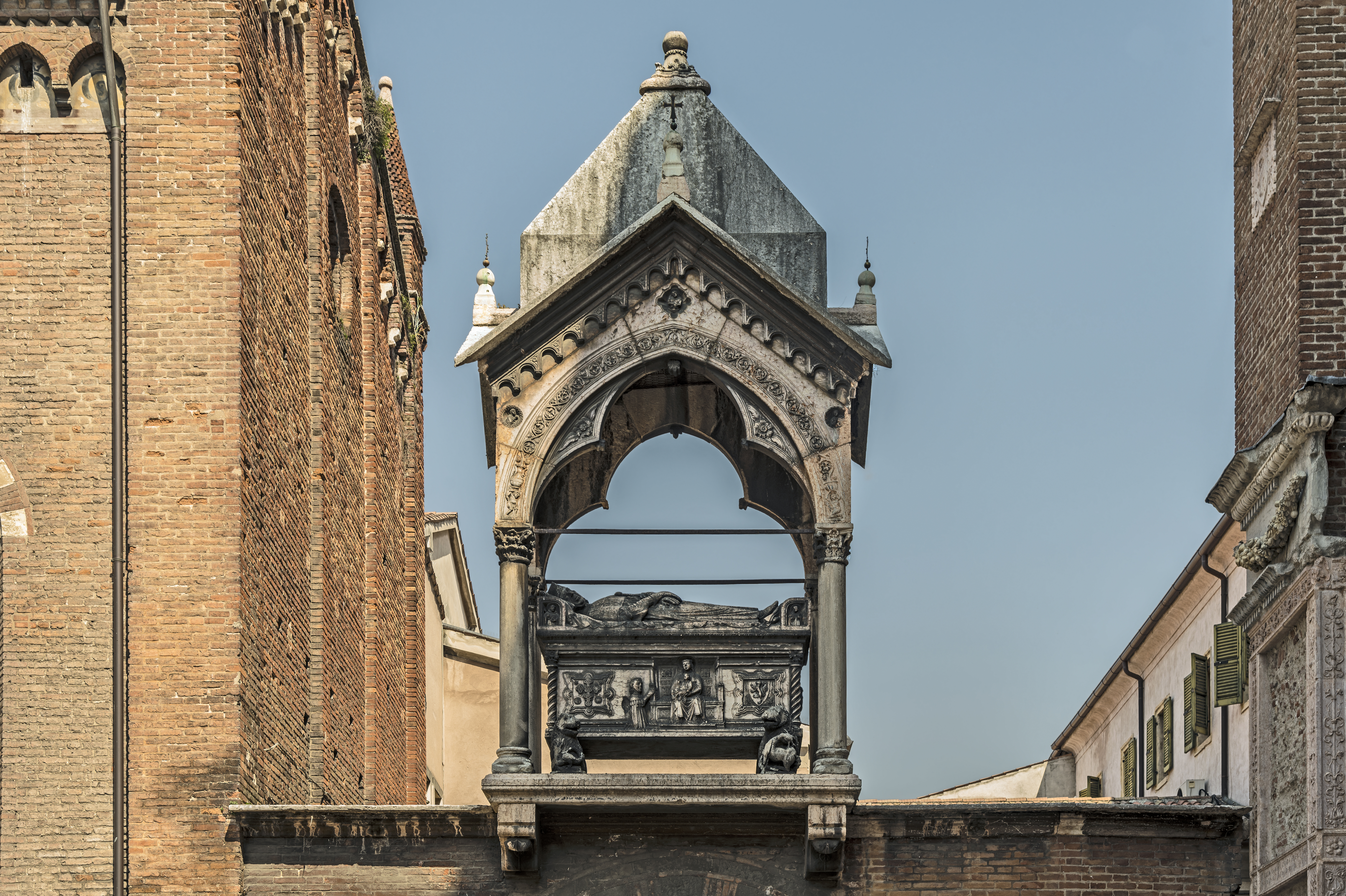
Grabmal des Guglielmo di Castelbarco über dem Eingang des ehemaligen Dominikanerklosters neben der Kathedrale Sant’Anastasia in Verona

Mit seiner Ernennung zum Podestà von Verona 1285 machte er sich an der Seite des Scaligerherrscher Alberto I. della Scala auch in Verona einen Namen. Zugleich begann er seinen politischen und kulturellen Horizont über das Hochstift Trient hinaus zu erweitern. Zwischen 1288 und 1289 hatte er nochmals das Amt des Podestà von Verona inne, das er im April 1289 aus unbekannten Gründen wieder abgab. Möglicherweise musste er sich einer im Schwelen befindlichen Verschwörung seiner neidischen Brüder erwehren.
Im Januar 1297 kam es erneut zu Streitigkeiten in der Familie, die in einen offenen Konflikt mit den Söhnen seines älteren Bruders Bonifacio di Castelbarco ausarteten. Nach 20 Tagen Belagerung und mit der Unterstützung eines von Bartolomeo I. della Scala angeführten Truppenkontingents konnte die von seinen Neffen gehaltenen Stammburg Rovione bei Brentonico eingenommen werden. Auch die zuvor verloren gegangenen Burgen Pradaglia, Chizzola, San Giorgio, Palt und Albano im Lagertal fielen ihm wieder zu.
Vier Jahre später stellte er sich jedoch gegen die Scaliger, als der neue Bischof Filippo Bonacolsi mit Hilfe von Veroneser und Mantuaner Truppen im Süden des von Meinhard II. kontrollierten Hochstifts eindrang. Im September 1301 wurden die Guglielmo di Castelbarco unterstehenden Orte Ala und Avio von den Truppen des Alberto I. della Scala gebrandschatzt. Der Castelbarco war einer der Hauptleidtragenden des Feldzuges. Nach Riedmann kann nur darüber spekuliert werden, weshalb er für den Tiroler Grafen Partei ergriff und seine bislang rückhaltlose Parteinahme für die Della Scala aufgab. Vermutlich fürchtete er Machteinbußen, falls sich der Bischof als weltlicher Herr in der Auseinandersetzung mit dem Tiroler Grafen durchsetzen konnte. Auch mögen innerfamiliäre Gegensätze eine Rolle gespielt haben, da die Castelbarco von Rovione für die Scaliger Partei ergriffen hatten. Bereits im Dezember 1301 begannen Friedensverhandlungen, nachdem der Graf von Tirol verlorenen Boden wieder gut gemacht hatte. Zudem kam es zu Divergenzen unter den Verbündeten von denen Meinhard II. profitieren konnte.
Infolge der Differenzen im bischöflichen Lager, die sogar in einen kriegerischen Charakter annahmen, näherte sich Guglielmo di Castelbarco wieder den Scaligern. Im Februar 1303 konnte unter Vermittlung des Meinhardiner zwischen dem Bischof und seinen Verbündeten den Grafen von Arco und den Castelbarco von Rovione auf der einen Seite sowie Bartolomeo I. della Scala und Guglielmo di Castelbarco auf der anderen Seite ein Frieden geschlossen werden. Dem Friedensschluss folgte kurz darauf auch eine Beilegung des Konflikts zwischen den Hauptkonfliktparteien.

### Ausweitung des Besitzes und Tod
Infolge des Friedensschlusses erhielt Gugliemo di Castelbarco die uneingeschränkte Kontrolle über Castel Penede am nördlichen Gardasee, die zwar auf drei Jahre befristet war, aber ihm die letztliche Entscheidung über den weiteren Verbleib der Burg überließ. Nach dem Tode des Bischofs Bonacolsi im Dezember 1303 glätteten sich die Wogen mit den Della Scala vollständig, so dass er sich nun vor allem um seinen Feudalbesitz kümmern konnte, den er mit dem Kauf von Castel Beseno und Castel Pietra bei Calliano noch erweiterte. Seinen Besitz konnte er auch durch die Erbschaft seines kinderlos gebliebenen Bruders Leonardo di Castelbarco vergrößern, mit der die Burgen Lizzana und Rovereto an ihn fielen.
Einen Überblick über seine Besitztümer bietet die Investitur durch den neuen Bischof von Trient, Bartholomäus Querini, im Jahr 1307. Danach verfügte er über Lehen in Ala, Avio, Brentonico, Serravalle, Lizzana, Gardumo, Castellano, Villa Lagarina, Beseno und Aldeno. Im April 1308 gehörte Guglielmo di Castelbarco mit seinem Neffen Aldrighetto zu den Unterzeichnern der erneuerten Allianz zwischen dem Tiroler Landesfürsten Herzog Otto III., seinem Bruder Heinrich von Kärnten, den Scaligern Alboino I. und seinem Bruder Cangrande I. della Scala sowie dem Herrn von Mantua, Guido Bonacolsi.
Ab Februar 1312 stand Guglielmo di Castelbarco an der Seite von Cangrande I. della Scala bei dessen Feldzügen gegen Padua. Im September 1314 führte er als Condottiere ein Truppenkontingent des zahlenmäßig unterlegenen Scaliger-Heeres in der Schlacht vor den Mauern von Vicenza an, bei der Padua eine empfindliche Niederlage erlitt. Im Juni 1314 bestätigte der Nachfolger von Bischof Querini, Heinrich III. von Metz, die Investituren des Castelbarco einschließlich der nach dem Tode des Querini in Besitz des Castelbarco gelangten Castelnuovo di Noarna, Castel Corno und Castel Dosso Maggiore. Im darauffolgenden Jahr ernannte ihn der Bischof zum Hauptmann der Judikarien.
Nach dem Wiederaufflammen der Kämpfe zwischen dem Herrn von Verona und Padua im Dezember 1317, zog Guglielmo di Castelbaro nach der Schlacht von Piove di Sacco an der Spitze eines 500 Landsknechte und 50 Rittern umfassenden Heeres vor die Tore Paduas. Drei Tage später unterzeichneten er und Cangrande I. am 13. Februar 1318 einen Friedensvertrag mit Padua. Es sollte seine letzte Waffentat sein. Müde und vom Alter gezeichnet, zog er sich aus dem öffentlichen Leben zurück. Am 15. August 1319 setzte er sein Testament auf. Da seine Ehe mit Speronella di Marcobruno, die er 1297 geheiratet hatte, kinderlos geblieben war, teilte er seinen Besitz unter seinen Neffen und Urneffen auf. Aus der Aufteilung entstanden in der Folge fünf Familienzweige der Castelbarco. Wenige Monate später verstarb Guglielmo di Castelbarco am 6. Januar 1320.

### Mäzen

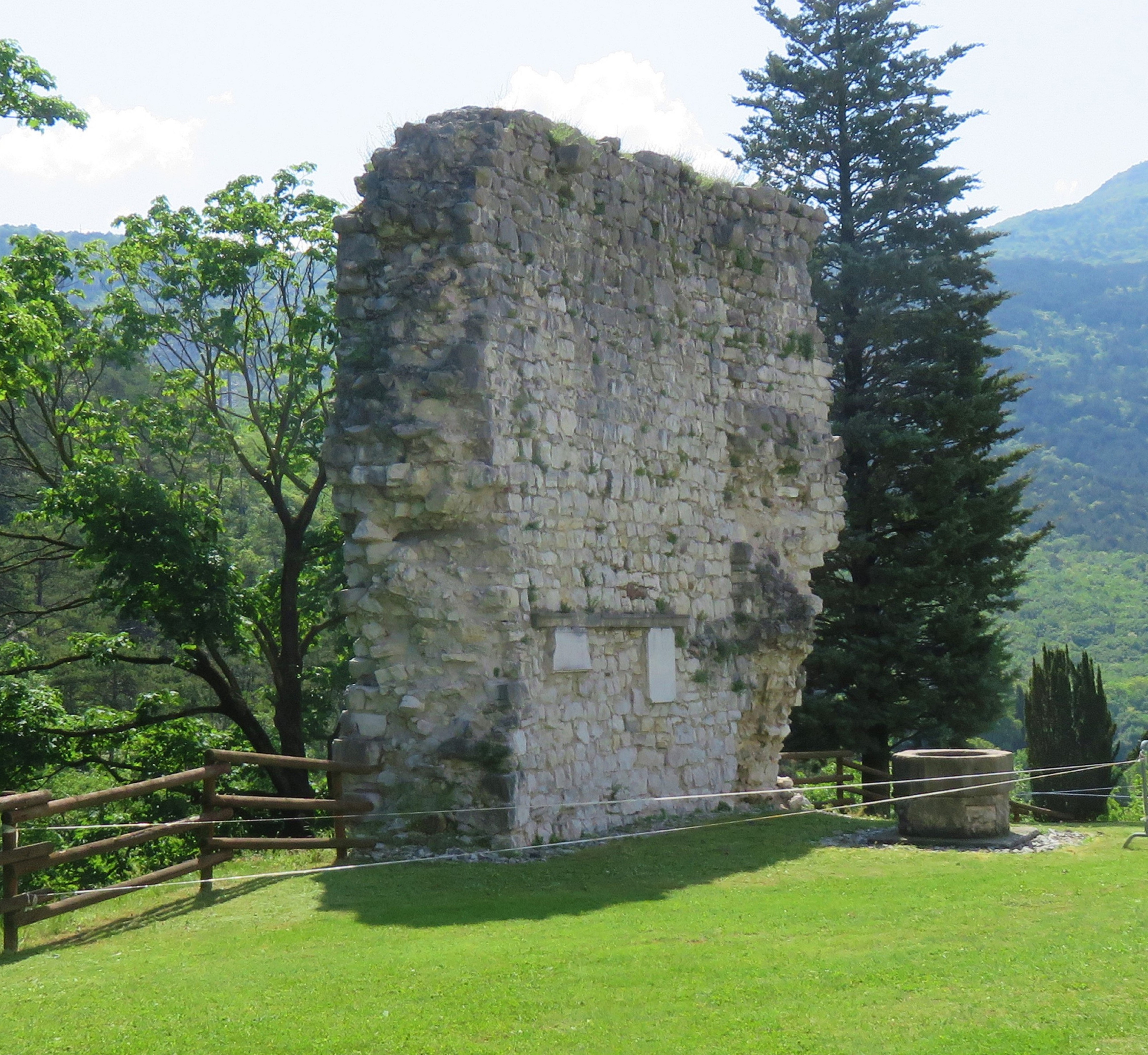
Mauerreste des Castel Dante in Rovereto, in der angeblich Dante 1303 von Guglielmo di Castelbarco beherbergt wurde

Guglielmo di Castelbarco war Kunstliebhaber und tat sich als Mäzen hervor. Er zeichnete sich für die erste Stadterweiterung von Rovereto aus, war aber auch an der baulichen Erneuerung der Städte Verona und Trient beteiligt. In Rovereto förderte er den Bau der 1290 errichteten Kirche Santa Maria del Carmine und des angeschlossenen Franziskanerklosters. Der Castelbarco unterstützte auch den Ausbau des Doms von Trient. Mit seiner Hilfe wurden die Hauptfassade und die südliche Seitenfassade teilweise fertiggestellt. Eine 1309 datierte Gedenktafel an der Hauptfassade des Doms erinnert daran.
Sein Name ist aber vor allem mit den Umbauarbeiten an der Basilika San Fermo Maggiore in Verona verbunden, für die er wesentliche finanzielle Mittel bereitstellte. Ihm zu Ehren wurde er mitsamt Stammwappen in einem Fresko am Triumphbogen im Chor der Kirche verewigt. Seit 1307 folgte er in Verona auch dem Ausbau der Kathedrale Sant’Anastasia. Das angeschlossene Dominikanerkloster wählte er auch als letzte Grabstätte aus, das über dem Klostereingang errichtet wurde. Bereits sein 1265 in Verona verstorbener Vater Azzone war im Kloster bestattet worden. Der Bau des Monumentalgrabes war noch zu Lebzeiten begonnen worden und sollte nach seinen Wünschen nicht nur seine gesellschaftliche Stellung, sondern auch die des gesamten Geschlechts der Castelbarco hervorheben. Seine Grablege war Vorbild für das Grabmal von Cangrande I. della Scala, das wiederum den anderen Scaliger-Grabmälern als Vorbild diente.
Historisch nicht belegt ist seine Freundschaft mit Dante. Den Dichter lernte der Castelbarco womöglich am Hof der Scaliger kennen. Er soll ihn um 1303 in seiner Burg in Lizzana bei Rovereto beherbergt haben, weshalb die Burg in der Folge den Namen „Castel Dante“ annahm. Als Beweis für den Aufenthalt wird ein Hinweis auf den gewaltigen Bergsturz südlich von Lizzana angeführt, den Dante im Abschnitt Inferno seiner Göttlichen Komödie erwähnt.